# Ино Анастасия
Э́лия Анастаси́я Авгу́ста (до единоличного правления мужа — Ино, греч. Ἰνὼ; ум. 593) — византийская императрица, супруга императора Тиберия II Константина (годы правления 578—582), мать императрицы Константины. Носила титул августы с 578 до своей смерти.

## Биография

### Происхождение и браки
Согласно Иоанну Эфесскому, Ино была родом из Дафнудия, возможно, с острова Дафноусия у побережья Вифинии в Чёрном море. В первом браке она была замужем за неким Иоанном, имевшим низкую должность исполнительного директора в византийской армии. У них была дочь, обручённая с Тиберием. Её муж и дочь умерли до заключения брачного контракта, и вместо этого сама Ино вышла замуж за Тиберия.
Иоанн Эфесский упоминает, что у Ино и Тиберия было трое детей. Дочери Константина и Харито известны по имени. Считается, что третий ребёнок умер до возведения Тиберием в ранг цезаря.

### Супруга цезаря
Тиберий служил комитом эскувитов при Юстине II. По сообщениям авторов, император периодически страдал от приступов безумия, во время которых он был не в состоянии выполнять свои обязанности; психическая болезнь Юстина, как считается, началась в ноябре 573 года после получения известия о захвате важной крепости Дара шахом империи Сасанидов Хосровом I. По словам Григория Турского, единственной силой в империи в этот момент стала супруга автократора Элия София, племянница жены великого Юстиниана, Феодоры. Евагрий Схоластик сообщает, что Софии удалось самостоятельно заключить трёхлетнее перемирие с Хосровом. Но для того, чтобы иметь эффективную власть в качестве регента, ей требовались сторонники, и поэтому она выбрала Тиберия своим коллегой.
Согласно летописи Феофана Исповедника, Тиберий был официально назначен цезарем Юстином 7 декабря 574. Он был также усыновлен императором и, таким образом, стал его законным наследником. Ино получила титул «цезариссы» и стала женщиной второго ранга в империи после императрицы.
«Церковная история» Иоанна Эфесского и «Хроника» Феофана Исповедника свидетельствуют, что императрица София сама планировала после смерти Юстина выйти замуж за Тиберия. Его тогдашний брак расценивался как оскорбление для неё, и Ино и её дочерям не разрешили войти в Большой дворец Константинополя. Вместо этого они поселились во дворце Ормизда, резиденции Юстиниана I до его восшествия на престол. По словам Иоанна Эфесского, Тиберий присоединялся к ним каждый вечер и каждое утро вновь возвращался в Большой дворец. Элия София также отказалась позволить придворным дамам навещать Ино и её дочерей в знак уважения к ним.
В конце концов, чтобы избежать неудовольствия августы, Ино и её дочери покинули Константинополь, вернувшись в её родной Дафнудий. По словам Иоанна Эфесского, Тиберий уезжал из столицы, чтобы навестить Ино, когда она заболела.

### Императрица
В сентябре 578 года Юстин II назначил Тиберия своим соправителем, а уже 5 октября Юстин умер, и Тиберий стал единственным императором. По словам Иоанна Эфесского, София отправила патриарха Константинопольского Евтихия к Тиберию, чтобы убедить его развестись с Ино, предложив себя и свою взрослую дочь Аравию в качестве потенциальных невест для нового императора. Тиберий отказался.
Тиберий, видимо, опасался за безопасность своей жены и дочерей. Иоанн Эфесский сообщает, что эти три женщины был тайно привезены в Константинополь на лодке поздно ночью. Ино благополучно прибыла, и муж организовал её встречу с Евтихием и членами византийского Сената. Ино была объявлена императрицей на публичной церемонии и получила звание августы.
По словам Иоанна Эфесского, её имя считалось неуместным для христианской императрицы, поскольку оно имело эллинистическую окраску. Согласно древнегреческим мифам, Ино была дочерью Кадма и Гармонии, отождествляемой римлянами с богиней Левкотой. Как императрица, Ино получила имя Анастасия (и официально — Элия Анастасия), предложенное цирковой партией голубых. Соперники венетов, прасины (зелёные), предлагали имя Елена.
Анастасия была не единственной августой. София также сохранила своё звание и продолжала удерживать часть дворца для себя. Религиозная принадлежность Анастасии неизвестна. По словам Иоанна Эфесского, она была враждебна к халкидонизму, и ей не хватало знаний об их истинных убеждениях. Однако Иоанн не упоминает, что она поддерживала монофизитство.

### Тёща императора
14 августа 582 года Тиберий умер. Его сменил Маврикий, генерал, обручённый с Константиной. Брак Константины и Маврикия состоялся осенью 582 года, церемония была проведена константинопольским патриархом Иоанном IV и подробно описана Феофилактом Симокатским. Константина также была провозглашена августой, в то время как Элия София и Анастасия сохранили свои титулы. Иоанн Эфесский упоминает всех трёх август, проживающих в Большом дворце.
Феофан указывает смерть Анастасии в 593 году. Она была похоронена в церкви Святых Апостолов рядом со своим мужем.